# Sonata per a piano núm. 19 (Beethoven)
La Sonata per a piano núm. 19 en sol menor, op. 49 núm. 1 va ser composta per Ludwig van Beethoven probablement cap a l'any 1797 tot i que no va aparèixer publicada el 1805, conjuntament amb la núm. 20.
Ambdues sonates són conegudes també com a "Sonata fàcil". No són difícils de tocar i el seu caràcter general, sense complicacions, fa pensar que el compositor les considerava més com una sonatina.
El germà de Beethoven, Caspar, és el principal responsable de la publicació a Viena, el 1805. Ell va prendre la decisió en contra dels desitjos del seu germà, i va enviar les dues sonates opus 49 a l'editorial. Pel que fa a la qualitat musical, s'ha demostrat que es tractaven de creacions dignes.
Té una estructura en dos moviments:
1. Andante
2. Rondo. Allegro

La seva interpretació dura aproximadament uns 8 minuts.